# Кудинов, Михаил Андреевич
Михаил Андреевич Кудинов (август 1904, Тамбов, Российская империя— февраль 1975, Одесса, УССР, СССР) — советский партийный и государственный деятель, первый секретарь Омского областного комитета ВКП(б) (1940—1943).

## Биография
Родился в семье служащего. Окончил начальную школу. Трудовую деятельность начал с 14 лет учеником литейщика на Товарковском сахарном заводе Тульской губернии. С 1920 г. работал электромонтером на военно-инженерной дистанции узкоколейной железной дороги Тамбов-Тумановка, чернорабочим Тамбовского окружного военного склада, формовщиком-литейщиком на механическом заводе «Ревтруд» в Тамбове, где возглавлял комсомольскую организацию завода.
В 1925 г. стал членом ВКП(б).
С 1926 г. — на службе в Красной Армии (в первой кавалерийской бригаде в Москве). После демобилизации вернулся в Тамбов на завод «Ревтруд», где возглавил заводскую партийную организацию.
В 1930—1932 гг.— учеба в Воронежском коммунистическом вузе, в 1932—1934 гг. — на подготовительном отделении Воронежского института марксизма-ленинизма.
- 1934—1935 гг. — заместитель начальника политотдела Белогорьевской МТС Воронежской области,
- 1935—1937 гг.— заместитель секретаря Белогорьевского районного комитета ВКП(б) Воронежской области,
- 1937—1939 гг. — первый секретарь Ново-Калитвянского районного комитета ВКП(б), первый секретарь Борисоглебского районного комитета ВКП(б), первый секретарь Липецкого городского комитета ВКП(б) (Воронежская область),
- 1939—1940 гг. — второй секретарь Воронежского областного комитета ВКП(б),
- апрель-июнь 1940 г.— второй секретарь Омского областного комитета ВКП(б),
- 1940—1943 гг. — первый секретарь Омского областного комитета ВКП(б),
- 1944—1947 гг. — первый секретарь Днепродзержинского городского комитета КП(б)В Днепропетровской области,
- 1947—1952 гг. — второй секретарь Днепропетровского областного комитета КП(б) Украины.

Затем работал заместителем председателя исполнительного комитета Одесского областного Совета депутатов трудящихся.
Член Центральной Ревизионной Комиссии ВКП(б) (1941—1952). Член Ревизионной Комиссии КП(б)Украины (1949—1954). Депутат Верховного Совета СССР 1-го созыва (1941—1946), депутат Верховного Совета УССР 3-го созыва.
С 1965 года на пенсии.

## Награды
- орден Ленина;
- орден Трудового Красного Знамени (1948);
- Орден «Знак Почёта»;
- медали.